# Almocadém
Almocadém, almocadem, almecadém ou mocadão (Muḳaddam, lit. "pessoa no fronte") é um termo português de origem árabe que historicamente foi usado para designar o chefe ou comandante de infantaria de um exército, ou mais especificamente o capitão ou caudilho de infantaria numa milícia árabe ou numa milícia colonial portuguesa. Na ordem dervixe, designa o chefe da ordem ou chefe de um mosteiro.
Como substantivo neutro por ser aplicado na lógica e aritmética. Na primeira, significa a prótase (primeira proposição duma demonstração) numa premissa na forma duma sentença condicional, ou mesmo a condição duma sentença condicional uma vez que toda sentença pode ser uma premissa. Na segunda, significa o número dividido numa divisão simples. Em ambas, a porção que segue o almocadém se chama tali.